# Degradación de la tierra

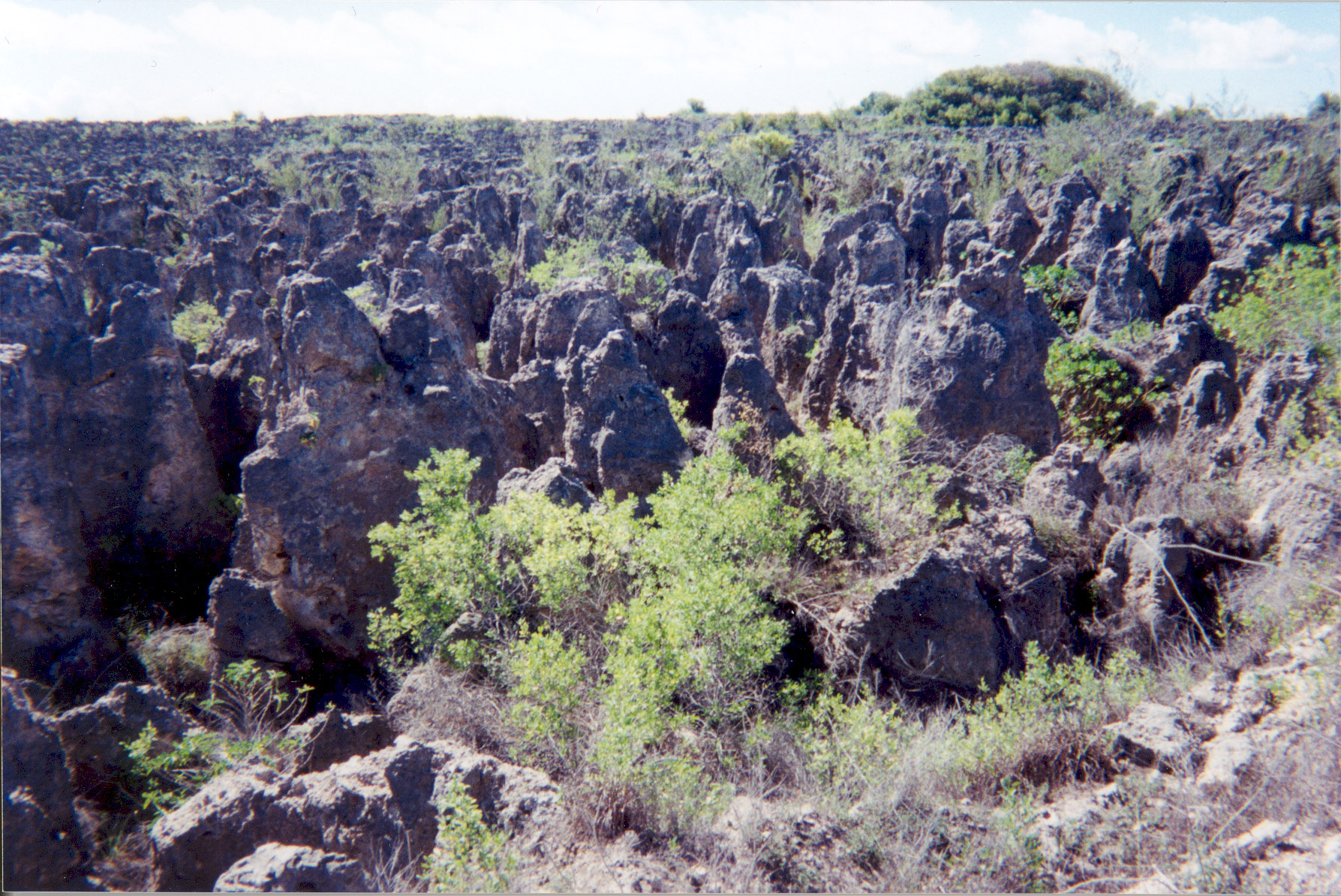
Grave degradación de la tierra en Nauru después del agotamiento de la capa de fosfato debido a la minería

La degradación de la tierra es un proceso en el que el valor del medio ambiente biofísico se ve afectado por una combinación de procesos inducidos por el ser humano que actúan sobre la tierra. Se considera como cualquier cambio o alteración de la tierra que se perciba como perjudicial o indeseable. Los peligros naturales se excluyen como causa; sin embargo, las actividades humanas pueden afectar indirectamente fenómenos como inundaciones e incendios forestales.
Este se considera un tema importante del siglo XXI debido a las implicaciones que tiene la degradación de la tierra sobre la productividad agrícola, el medio ambiente y sus efectos en la seguridad alimentaria. Se estima que hasta el 40% de las tierras agrícolas del mundo están gravemente degradadas.

Según el Informe especial sobre el cambio climático y la tierra del Grupo Intergubernamental de Expertos sobre el Cambio Climático: 
Aproximadamente una cuarta parte de la superficie terrestre sin hielo de la Tierra está sujeta a degradación inducida por el hombre (nivel de confianza medio). Se estima que la erosión del suelo de los campos agrícolas es actualmente de 10 a 20 veces (sin labranza) a más de 100 veces (labranza convencional) más alta que la tasa de formación del suelo (confianza media).
El Objetivo de Desarrollo Sostenible 15 de las Naciones Unidas tiene como meta restaurar la tierra y el suelo degradados y lograr un mundo neutral en cuanto a la degradación de la tierra para 2030.

## Contexto
Durante los últimos 500 años, la actividad humana (principalmente la agricultura) ha provocado la degradación de casi 2 mil millones de hectáreas de tierra. Alrededor del 40% de la tierra del planeta (5 mil millones de hectáreas) se utiliza para la agricultura. Un tercio de esa cantidad se destina a cultivos y el resto al pastoreo del ganado.

## Características
Hay cuatro formas principales de considerar la degradación de la tierra y su impacto en el medio ambiente que la rodea:
1. Un declive temporal o permanente de la capacidad de producción de la tierra. Esto se puede ver a través de una pérdida de biomasa, una pérdida de productividad real o de productividad potencial, o una pérdida o cambio en la cubierta vegetal y los nutrientes del suelo.
2. Acción en la capacidad de la tierra para proporcionar recursos para el sustento humano. Esto se puede medir a partir de una línea de base del uso de la tierra en el pasado.
3. Pérdida de biodiversidad: pérdida de la variedad de especies o de la complejidad del ecosistema como disminución de la calidad ambiental.
4. Riesgo ecológico cambiante: mayor vulnerabilidad del medio ambiente o de las personas a la destrucción o la crisis. Esto se mide a través de una línea de base en forma de riesgo preexistente de crisis o destrucción.

Un problema con la definición de degradación de la tierra es que lo que un grupo de personas puede ver como degradación, otros pueden verlo como un beneficio u oportunidad. Por ejemplo, plantar cultivos en un lugar con fuertes lluvias y pendientes pronunciadas crearía preocupación científica y ambiental con respecto al riesgo de erosión del suelo por el agua, sin embargo, los agricultores podrían ver el lugar como favorable para altos rendimientos de cultivos.

## Diferentes tipos

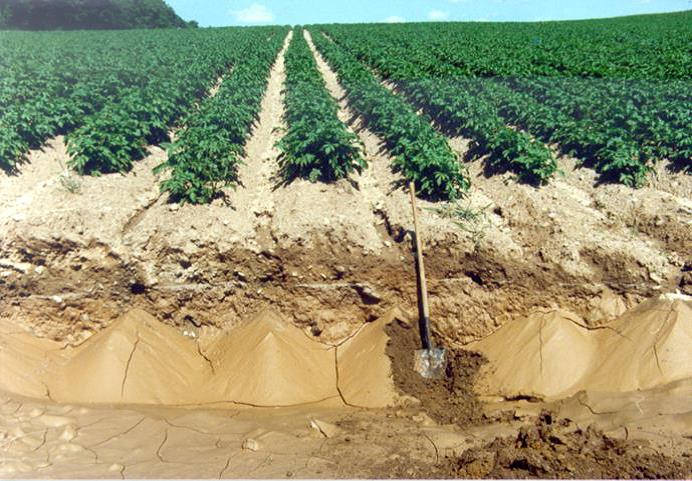
Campo de papa con erosión del suelo

Además de los tipos habituales de degradación de la tierra que se conocen desde hace siglos (erosión hídrica, eólica y mecánica, degradación física, química y biológica), en los últimos 50 años han surgido otros cuatro tipos:
- Contaminación, a menudo química, debida a actividades agrícolas, industriales, mineras o comerciales.
- Pérdida de tierra cultivable debido a la construcción urbana, construcción de carreteras, conversión de tierras, expansión agrícola, etc.
- Radiactividad artificial, a veces accidental.
- Limitaciones de uso de la tierra asociadas con los conflictos armados.

En general, se pueden evaluar más de 36 tipos de degradación de la tierra. Todos son inducidos o agravados por actividades humanas, por ejemplo, erosión del suelo, contaminación del suelo, acidificación del suelo, erosión laminar, sedimentación, aridificación, salinización, urbanización, etc.

## Causas

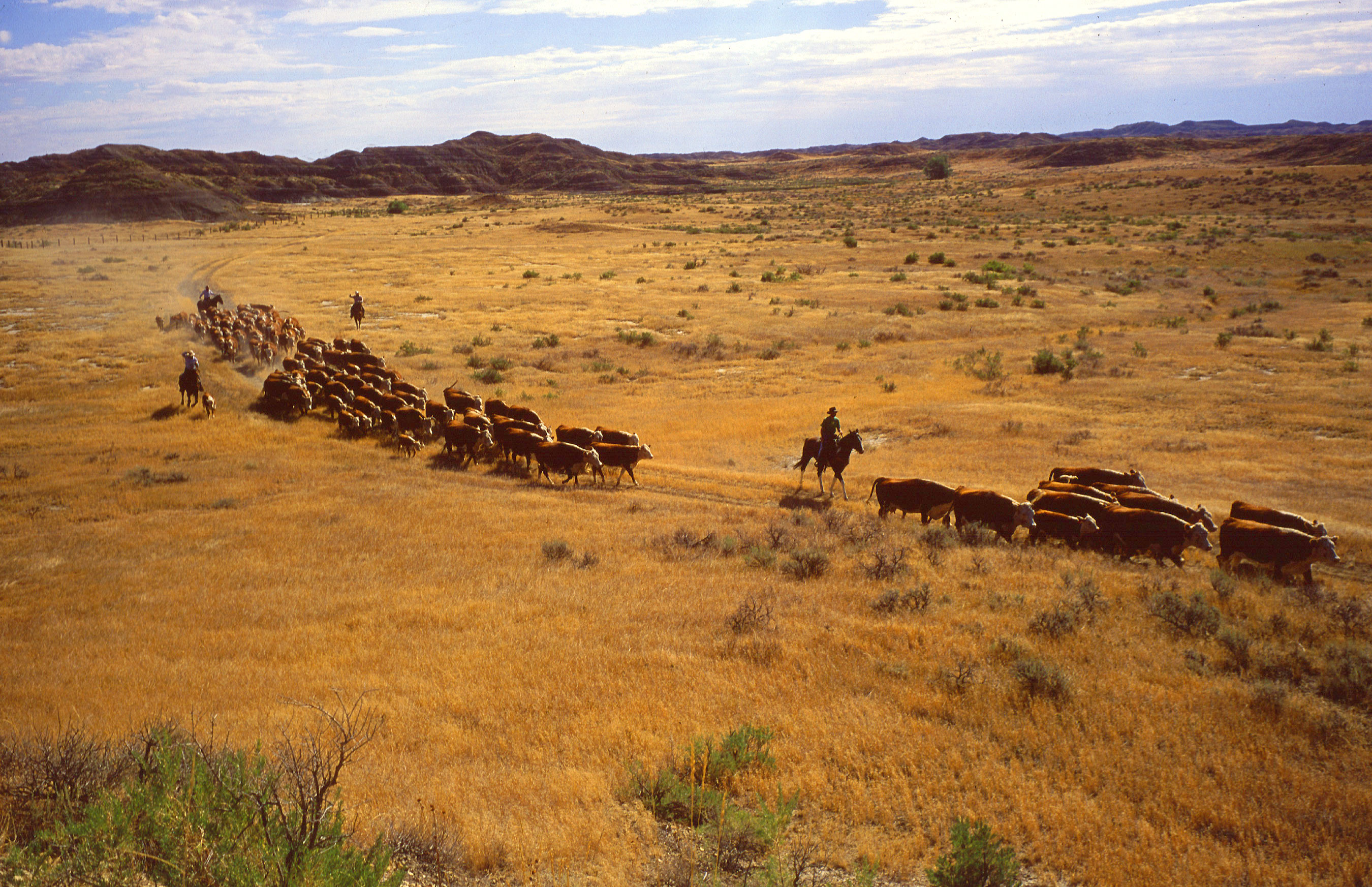
El pastoreo excesivo del ganado puede provocar la degradación de la tierra

La degradación de la tierra es un problema mundial relacionado en gran medida con el empleo agrícola, la deforestación y el cambio climático. Las causas incluyen:
- Desbroce de tierras, como tala rasa y deforestación
- Agotamiento agrícola de los nutrientes del suelo debido a prácticas agrícolas deficientes
- Ganadería incluidos el sobrepastoreo y la sobreexplotación de acuíferos
- Riego inadecuado[11] y sobreexplotación
- Expansión urbana y desarrollo comercial
- Vehículos todoterreno
- Extracción de piedra, arena, menas y minerales
- Aumento del tamaño del campo debido a las economías de escala, lo que reduce el refugio para la vida silvestre, ya que desaparecen los setos y los bosquetes
- Exposición de suelo desnudo después de la cosecha con maquinaria pesada
- Monocultivo, desestabilizando el ecosistema local
- Vertido de basura no biodegradable, como plásticos
- Especies invasivas
- Calentamiento global
- Pérdida de carbono del suelo

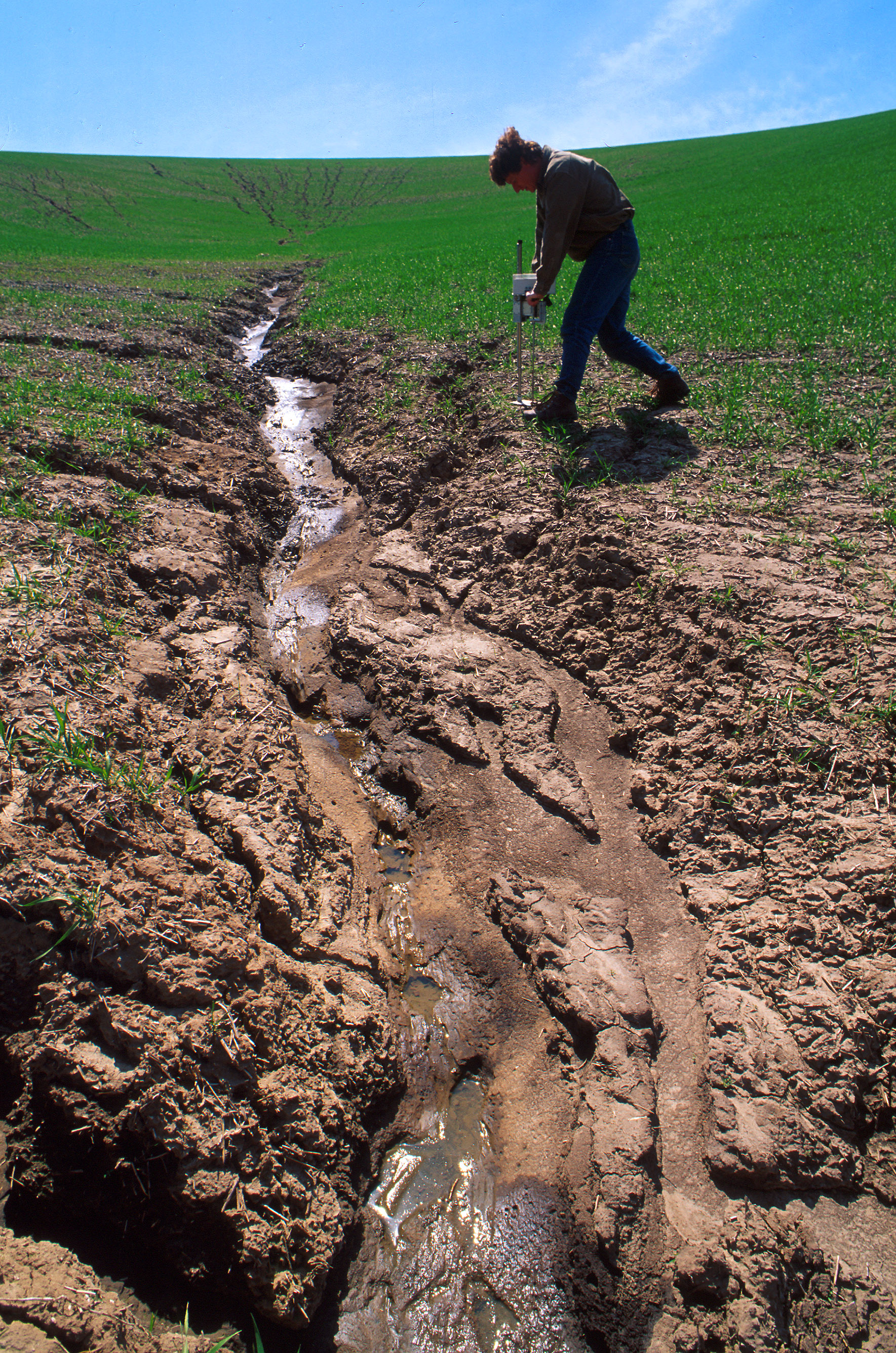
Erosión del suelo en un campo de trigo cerca de Pullman, EE. UU.

La tala excesiva de vegetación se produce cuando la gente tala bosques, tierras boscosas y matorrales (para obtener madera, leña y otros productos) a un ritmo que excede la tasa de regeneración natural. Esto es frecuente en entornos semiáridos, donde la escasez de leña suele ser grave.
El sobrepastoreo es el pastoreo de pastos naturales a intensidades de carga superiores a la capacidad de carga del ganado; la consiguiente disminución de la cubierta vegetal es una de las principales causas de la erosión por viento y agua.
La presión demográfica también opera a través de otros mecanismos. Las prácticas agrícolas inadecuadas, por ejemplo, ocurren solo bajo restricciones como la saturación de buenas tierras bajo la presión de la población que lleva a los colonos a cultivar suelos demasiado poco profundos o demasiado empinados, arar tierras en barbecho antes de que recuperen su fertilidad, o intentar obtener múltiples cultivos mediante irrigación de suelos inadecuados.
Una alta densidad de población no siempre está relacionada con la degradación de la tierra. Más bien, son las prácticas de la población humana las que pueden provocar la degradación de un paisaje. Las poblaciones pueden ser un beneficio para la tierra y hacerla más productiva de lo que es en su estado natural. La degradación de la tierra es un factor importante de desplazamiento interno en muchos países africanos y asiáticos.
La severa degradación de la tierra afecta a una porción significativa de las tierras cultivables de la Tierra, disminuyendo la riqueza y el desarrollo económico de las naciones. A medida que la base de recursos de la tierra se vuelve menos productiva, la seguridad alimentaria se ve comprometida y aumenta la competencia por los recursos cada vez más escasos, se siembran las semillas de la hambruna y los conflictos potenciales.

### Cambio climático y degradación de la tierra

La tasa de pérdida global de la cubierta arbórea se ha duplicado aproximadamente desde 2001, a una pérdida anual que se acerca a un área del tamaño de Italia.

The rate of global tree cover loss has approximately doubled since 2001, to an annual loss approaching an area the size of Italy.

Según el Informe especial sobre el cambio climático y la tierra del Grupo Intergubernamental de Expertos sobre el Cambio Climático, el cambio climático en una de las causas de la degradación de la tierra. El informe afirma que: 
El cambio climático agrava la degradación de la tierra, especialmente en las zonas costeras bajas, los deltas de los ríos, las tierras secas y las zonas de permafrost (nivel de confianza alto). Durante el período 1961-2013, la superficie anual de tierras secas en sequía ha aumentado, en promedio, un poco más del 1% por año, con una gran variabilidad interanual. En 2015, alrededor de 500 (380–620) millones de personas vivían en áreas que experimentaron desertificación entre los años 80 y 2000. El mayor número de personas afectadas se encuentra en el sur y el este de Asia, la región circundante del Sahara, incluido el norte de África, y el Medio Oriente, incluida la Península Arábiga (nivel de confianza bajo). Otras regiones de tierras secas también han experimentado la desertificación. Las personas que viven en zonas ya degradadas o desertificadas se ven cada vez más afectadas negativamente por el cambio climático (nivel de confianza alto). 
Además, se afirma que el 74% de los pobres se ven afectados directamente por la degradación de la tierra a nivel mundial.
La degradación significativa de la tierra por las inundaciones de agua de mar, particularmente en los deltas de los ríos y en las islas bajas, es un peligro potencial que se identificó en un informe del Archivado el 3 de noviembre de 2018 en Wayback Machine. IPCC de 2007. Como resultado del aumento del nivel del mar debido al cambio climático, los niveles de salinidad pueden alcanzar niveles en los que la agricultura se vuelve imposible en áreas muy bajas.
Como resultado del aumento del nivel del mar debido al cambio climático, los niveles de salinidad pueden alcanzar niveles en los que la agricultura se vuelve imposible en áreas muy bajas.
Una forma de considerar el cambio climático y la degradación de la tierra es a través de la disciplina Ciencia del cambio de la tierra, que, entre otras cosas, rastrea las consecuencias a largo plazo de la degradación de la tierra en el clima de un área determinada. Al comprender los vínculos entre la degradación de la tierra y el cambio climático, los científicos pueden informar mejor la creación de políticas para reducir los daños.
En 2009, el Banco Europeo de Inversiones acordó invertir hasta 45 millones de dólares en el Fondo de Neutralidad en la Degradación de la Tierra (Fondo LDN). Lanzado en la UNCCD COP 13 en 2017, el Fondo LDN invierte en proyectos que generan beneficios ambientales, beneficios socioeconómicos y rendimientos financieros para los inversores. El Fondo se capitalizó inicialmente en US$100 millones y se espera que crezca a US$300 millones.
En el informe del IPCC de 2022, la degradación de la tierra está respondiendo más directamente al cambio climático a medida que aumentan todos los tipos de erosión y la disminución de SOM (enfoque en el suelo). Otras presiones de degradación de la tierra también están siendo causadas por presiones humanas como los ecosistemas gestionados. Estos sistemas incluyen tierras de cultivo y pastos manejados por humanos.
Los deslizamientos de tierra también entran en efecto, lo que es la causa de eventos intensos, como tormentas de lluvia individuales.

## Sensibilidad y resiliencia
La sensibilidad y la resiliencia son medidas de la vulnerabilidad de un paisaje a la degradación. Estos dos factores se combinan para explicar el grado de vulnerabilidad. La sensibilidad es el grado en el que un sistema de tierras sufre cambios debido a fuerzas naturales, la intervención humana o una combinación de ambos. La resiliencia es la capacidad de un paisaje para absorber el cambio, sin alterar significativamente la relación entre la importancia relativa y el número de individuos y especies que componen la comunidad. También se refiere a la capacidad de la región para volver a su estado original después de haber sido modificada de alguna manera. La resiliencia de un paisaje se puede aumentar o disminuir mediante la interacción humana basada en diferentes métodos de gestión del uso de la tierra. La tierra que está degradada se vuelve menos resistente que la tierra no degradada, lo que puede conducir a una degradación aún mayor a través de impactos en el paisaje.

## Otras lecturas
- «Human Induced Land Degradation is Preventable». United States Department of Agriculture – Natural Resources Conservation Service. Archivado desde el original el 22 de septiembre de 2006. Consultado el 20 de junio de 2006. Este artículo incorpora texto de dominio público producido por el Servicio de Conservación de Recursos Naturales del USDA
- D. L. Johnson y L. A. Lewis. Land Degradation: Creation and Destruction, 2a edición, Rowman y Littlefield, Lanham, Boulder, Nueva York, Toronto, Oxford, 2007.

- Datos: Q3497778